# Аділсон Варкен
Аділсон Варкен (порт.-браз. Adílson Warken; нар. 16 січня 1987, Бон-Прінсіпіу, Бразилія) — бразильський футболіст та тренер, виступав на позиції півзахисника.

## Клубна кар'єра

### «Греміо»
Народився в Бом-Принсіпіу, Ріу-Гранді-ду-Сул. Футболом розпочав займатися в СЕР Кашиас, в якій виступав до настання підліткового віку. Через декілька років привернув до себе увагу «Греміо», до складу якого й перейшов. Професіональну кар'єру розпочав у 2007 році, будучи одним з наталановитіших гравців клубу, який мав велику традицію у розкритті півзахисників для світового футболу. Після переходу в новий клуб, його часто порівнювали з Лукасом Лейвою, як за фізичну схожість (обидва блондини), так і за позицією, на якій вони грають (обидва півзахисники).
У складі «Греміо» виграв Лігу Гаушу проти Жувентуде з Кашіас-ду-Сул. Після нічиї 3:3 на стадіоні «Альфредо Яконі», його команда перемогла у матчі-відповіді з рахунком 4:1, який відбувся на стадіоні «Монументаль». У Кубку Лібертадорес Аділсон не отримав значної кількості ігрового часу, залишався резервістом Лукаса, Сандро Гояно та Дієго Гавілана, зокрема був виключений тренером Мано Менезесом зі списку з 25 викликаних на турнір гравців. Талант гравця почав проявлятися ще на початку чемпіонату Бразилії, він виділявся у другій команді клубу. 27 травня відзначився першим голом у професіональній футбольній кар'єрі. У поєдинку на Олімпійському стадіоні в Порту-Алегрі півзахисник замкнув прямий навіс у ворота, цей гол виявився єдиним для Греміо у поєдинку над «Спорт Ресіфі» (1:0). У 2007 році переведений до першої команди, але часто отримував важкі травми. У першій половині вище вказаного року отримав перелом стопи, а вже в другій половині того ж року відбувся рецедив, через що Аділсон переніс операцію, у зв'язку з чим його повернення на поле стало неможливим до початку 2008 року.
На початку 2008 року, з відходом тренера Мано Менезеса та Вагнера Манчіні (який швидко прийшов на посаду) й приходом нового тренера Селсо Рота, Аділсон виходив на поле в стартовому складі в деяких матчах. Однак його виключили з команди «за те, що йому не вистачило дихання, щоб витримати всю гру». До кінця року в Аділсона не було багато шансів. Його найкращий виступ припав на перший етап Ліги Гаучу 2008 року. У той час «Греміо» випустив на поле резервістів, оскільки тренерський штаб вирішив приберегти у гравців основи на чемпіонат Бразилії. Зрештою, «Греміо» програв чемпіонат «Сан-Паулу», але все ж Аділсон вважався одним з найбільших одкровень змагань, а також одним із найкращих півзахисників вище вказаного сезону.
У 2009 році почав отримувати більше ігрового часу в «Греміо» після великого успіху, підтримки вболівальників та серйозної травми Вілліана Маграо, завдяки чому Аділсон взяв футболку під номером 11 і став основним гравцем «Греміо» в Лізі Гаушу 2009 та кубку Лібертадорес. У Лізі Гаучу вивів свою команду до фінальної частини першого раунду, але в підсумку зазнав поразки від «Інтернасьоналу» з рахунком 1:2, а в другому раунді вибув у чвертьфіналі, через що залишив турнір не виправдавши очікування вболівальників. У Кубку Лібертадоресі залишався основним у матчах проти венесуельського «Каракаса» та перуанського «Універсідада Сан-Мартін», але в півфіналі програв «Крузейро» з рахунком 1:3 у першому матчі та 2:2 у Порту-Алегрі. У матчі з командою Мінас-Жерайс отримав червону картку й зазнав третє вилучення за рік. На решті чемпіонату Бразилії знову став родзинкою команди. Протягом року працював з Пауло Аутуорі та Марсело Роспіде (виконувач обов'язків головного тренера).
У 2010 році брав участь у складі команди в Лізі Гаучу, допоміг здобути важливу перемогу в першій грі фіналу проти «Інтернасьонала»; «Греміо» переміг з рахунком 2:0 на стадіоні Бейра-Ріу.
Отримав похвалу від вболівльників за свою потужність, але в 2011 році його розкритикував тренер Ренато Гаушо за незначну кількість підключень до атаки.

### «Терек» (Грозний)
У середині грудня 2011 року з'явилися чутки про те, що «Терек» може підписати контракт із Аділсоном. 24 грудня футболіст підписав контракт із клубом із Грозного. Грозненці заплатили за трансфер 1,2 млн євро, викупили 55 % прав на футболіста. Решту суми повинна була бути перераховано бразильському клубу протягом двох років. Як повідомив сам футболіст, переїхати до Росії йому порадив Родолфо. Кошти, отримані від трансферу, правління бразильського клубу інвестувало в виплату за Марсело Морено, яка за два роки розстрочки обійшлася клубній скарбниці в 6 мільйонів євро.
Дебютував у Прем'єр-Лізі 6 квітня 2012 року у матчі з нальчикським «Спартаком» (2:0). Футболіст вийшов на поле на останній хвилині зустрічі, замінивши Маурісіо. 22 квітня 2013 року у матчі чемпіонату Росії з «Ростовом» півзахисник забив свій перший гол у новому клубі. У липні 2016 року Аділсон переніс операцію на лобковому симфізі, що виключило його з початку нового сезону. У футболці російського клубу зіграв понад 100 матчів.

### «Атлетіку Мінейру»
Після розірвання контракту з російською командою 2 березня 2017 року підписав 2-річний контракт з «Атлетіку Мінейру».
7 травня 2017 року Аділсон зіграв у своєму першому фіналі за «Атлетіко Мінейро», допоміг перемогти (2:1) у Лізі Мінейру принципового суперника, «Крузейру». У цьому матчі, незважаючи на виключення в кінці гри, Адільсон відзначився численними підборами і великою кількістю продемонстрованої мужності. У вище вказаному матчі, незважаючи на видалення наприкінці гри, Аділсон відзначився численними підборами та великою кількістю продемонстрованої мужності.
На початку сезону 2018 року тренер Освалдо де Олівейра не включив гравця до заявки першої команди, тому його внесли до списку гравців для участі в Кубку Флориди разом з резервною командою. Варкен продовжував наполегливо працював на тренуваннях, відновив свою форму та став клчовим стовпом у півзахисті під керівництвом Тьяго Ларгі, виділяється хорошими цифрами.

### Завершення кар'єри
12 липня 2019 року неочікувано оголосив про завершення кар'єри після того, як медичний огляд виявив гіпертрофічну кардіоміопатію, яка завадила йому продовжити кар'єру професіонального футболіста.

## Стиль гри
Основна позиція — опорний півзахисник. Також здатний зіграти як правого захисника, так і центрального півзахисника.

## Статистика виступів

### Клубна
Станом на 12 липня 2019
| Клуб               | Сезон             | Ліга               | Ліга  | Ліга | Кубок штату | Кубок штату | Нац. кубок | Нац. кубок | Конт. кубки | Конт. кубки | Інші  | Інші | Загалом | Загалом |
| Клуб               | Сезон             | Дивізіон           | Матчі | Голи | Матчі       | Голи        | Матчі      | Голи       | Матчі       | Голи        | Матчі | Голи | Матчі   | Голи    |
| ------------------ | ----------------- | ------------------ | ----- | ---- | ----------- | ----------- | ---------- | ---------- | ----------- | ----------- | ----- | ---- | ------- | ------- |
| «Греміо»           | 2007              | Серія A Бразилії   | 10    | 0    | —           | —           | —          | —          | —           | —           | —     | —    | 10      | 0       |
| «Греміо»           | 2008              | Серія A Бразилії   | 3     | 0    | —           | —           | 1          | 0          | —           | —           | —     | —    | 4       | 0       |
| «Греміо»           | 2009              | Серія A Бразилії   | 34    | 1    | 11          | 0           | —          | —          | 12          | 0           | —     | —    | 57      | 1       |
| «Греміо»           | 2010              | Серія A Бразилії   | 28    | 0    | 14          | 0           | 8          | 0          | 1           | 0           | —     | —    | 51      | 0       |
| «Греміо»           | 2011              | Серія A Бразилії   | 23    | 1    | 15          | 0           | —          | —          | 8           | 0           | —     | —    | 46      | 1       |
| «Греміо»           | Загалом           | Загалом            | 98    | 2    | 40          | 0           | 9          | 0          | 21          | 0           | —     | —    | 168     | 2       |
| «Терек» (Грозний)  | 2011–12           | Прем'єр-ліга Росії | 6     | 0    | —           | —           | —          | —          | —           | —           | —     | —    | 6       | 0       |
| «Терек» (Грозний)  | 2012–13           | Прем'єр-ліга Росії | 24    | 1    | —           | —           | 3          | 0          | —           | —           | —     | —    | 27      | 1       |
| «Терек» (Грозний)  | 2013–14           | Прем'єр-ліга Росії | 18    | 0    | —           | —           | 3          | 0          | —           | —           | —     | —    | 21      | 0       |
| «Терек» (Грозний)  | 2014–15           | Прем'єр-ліга Росії | 24    | 0    | —           | —           | —          | —          | —           | —           | —     | —    | 24      | 0       |
| «Терек» (Грозний)  | 2015–16           | Прем'єр-ліга Росії | 26    | 2    | —           | —           | 1          | 0          | —           | —           | —     | —    | 27      | 2       |
| «Терек» (Грозний)  | 2016–17           | Прем'єр-ліга Росії | 3     | 0    | —           | —           | —          | —          | —           | —           | —     | —    | 3       | 0       |
| «Терек» (Грозний)  | Загалом           | Загалом            | 101   | 3    | —           | —           | 7          | 0          | —           | —           | —     | —    | 108     | 3       |
| «Атлетіку Мінейру» | 2017              | Серія A Бразилії   | 25    | 0    | 4           | 0           | 2          | 0          | 4           | 0           | 2     | 0    | 37      | 0       |
| «Атлетіку Мінейру» | 2018              | Серія A Бразилії   | 22    | 0    | 9           | 1           | 6          | 0          | 1           | 0           | —     | —    | 38      | 1       |
| «Атлетіку Мінейру» | 2019              | Серія A Бразилії   | 5     | 0    | 7           | 0           | 1          | 0          | 9           | 0           | —     | —    | 22      | 0       |
| «Атлетіку Мінейру» | Загалом           | Загалом            | 52    | 0    | 20          | 1           | 9          | 0          | 14          | 0           | 2     | 0    | 97      | 1       |
| Усього за кар'єру  | Усього за кар'єру | Усього за кар'єру  | 251   | 5    | 60          | 1           | 25         | 0          | 35          | 0           | 2     | 0    | 373     | 6       |

## Досягнення
«Греміо»
- Ліга Гаушу
  -  Чемпіон (2): 2007, 2010

«Атлетіку Мінейру»
- Ліга Мінейро
  -  Чемпіон (1): 2017

Індивідуальні
- Збірна Ліги Гаушу: 2010
- Трофей Глобу Мінас — Збірна Ліги Мінейру: 2018
- Трофей Гуари — Найкращий опорник року: 2018